# Michele Placido
Michele Placido (* 19. května 1946) je italský herec a režisér. Proslavil se především rolí Corrada Cattaniho v televizním seriálu La Piovra.

## Život a kariéra
Placido se narodil v Ascoli Satriano v chudé rodině z Basilicaty; je potomkem známého zbojníka Carmina Crocca. Placido měl od mládí řadu zaměstnání. Herectví studoval v Centro Sperimentale di Cinematografia v Římě a u Silvia D'Amica na Akademii dramatických umění. V roce 1969 debutoval jako herec ve hře Sen noci svatojánské. O dva roky později začal pracovat pod takovými režiséry jako jsou Luigi Comencini, Mario Monicelli, Salvatore Samperi, Damiano Damiani, Pasquale Squitieri, Francesco Rosi, Walerian Borowczyk, Marco Bellocchio, Paolo Cavara a Carlo Lizzani. Jeho prvním úspěchem byla role vojáka Paola Passeriho ve filmu Marcia trionfale (1976, režie Bellocchio), za kterou získal Donatellova Davida. O dva roky později získal Stříbrného medvěda za nejlepší mužský herecký výkon na 29. mezinárodním filmovém festivalu v Berlíně za roli homosexuálního dělníka v ironickém melodramatu Ernesto (1978, Samperi).

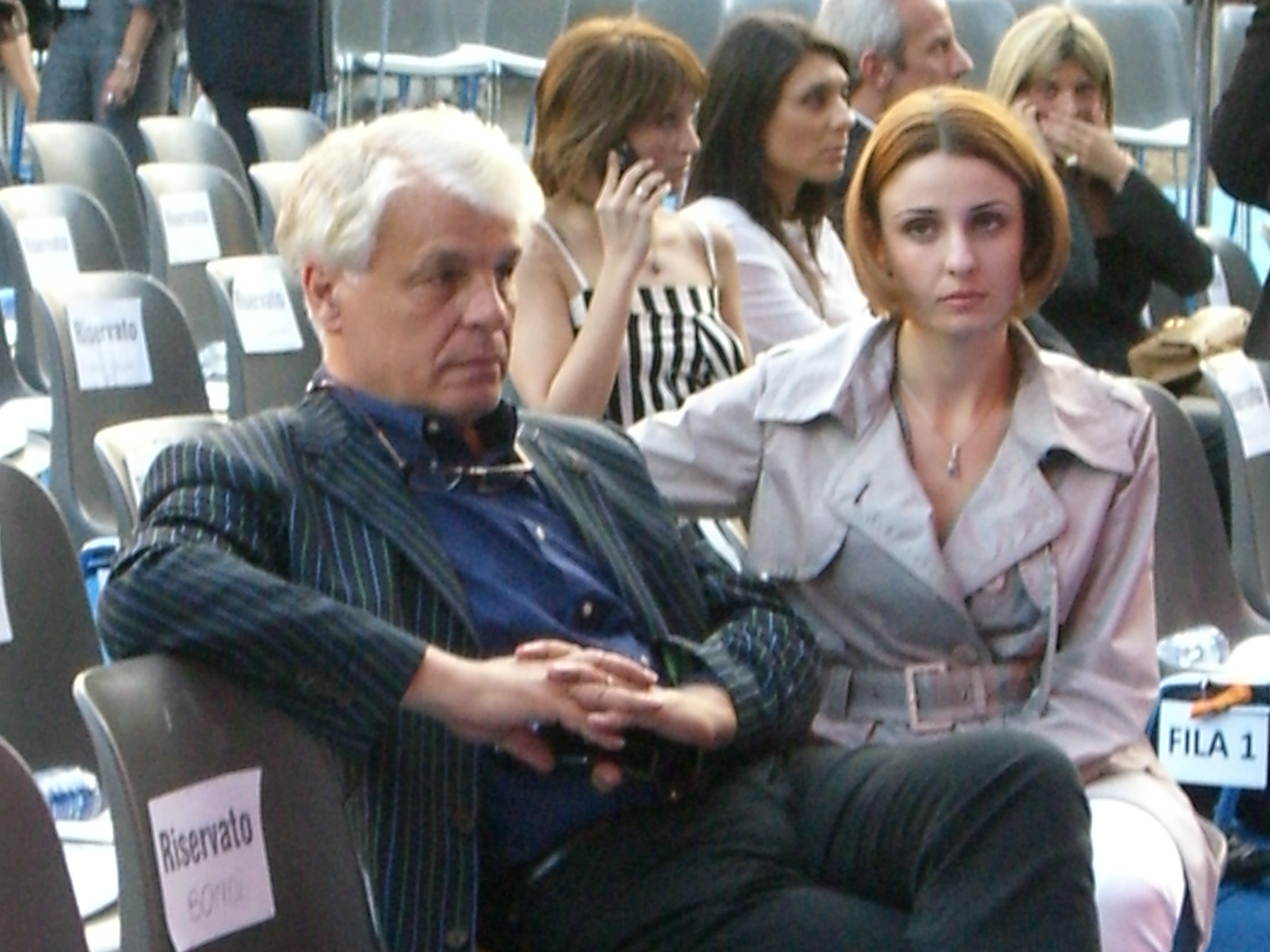
Michele Placido se svou druhou manželkou Federicou Vincentiovou, rok 2008

Rok 1983 znamenal začátek jeho největší televizní popularity, když si zahrál hlavní roli policejního inspektora vyšetřujícího mafii v televizním seriálu Damiana Damianiho La piovra. Stejnou roli hrál i v následujících třech sériích, dokud nebyla jeho postava zavražděna. Poté se objevil jako úředník činný v trestním řízení v řadě dalších filmů a televizních produkcí zabývajících se organizovaným zločinem, včetně polobiografického filmu o Giovannim Falconem, kde působil jako titulární soudce. V roce 2008, při výměně rolí, ztvárnil dlouholetého mafiánského bosse Bernarda Provenzana ve filmu L'ultimo padrino. Mezinárodnímu publiku je známá jeho role italského obchodníka v komedii Kšeft za všechny prachy z roku 1988.
Až do rozvodu v roce 1994 byl ženatý s herečkou Simonettou Stefanelli. Jejich dcera Violante Placido je také herečka.
V roce 2012 se po více než 10 letech oženil s herečkou Federicou Vincenti (* 8. listopadu 1983). Pár se rozvedl v prosinci 2017.